# À la Ville d'Elbeuf
À la Ville d'Elbeuf est un ancien grand magasin situé à Dijon, au 1 rue de la Liberté.

## Histoire
En 1877, François Beuchon a fait construire le bel immeuble donnant sur la rue de la Poste et la rue de la Liberté. Créé en 1892 place Darcy à Dijon, en face de l'hôtel du Nord, par Albert Houdart, venu de Belgique, le magasin portait initialement le nom "À la Ville d'Elbeuf", en référence aux célèbres draperies que l'on y fabriquait. Le rez-de-chaussée était alors consacré à la vente et les étages supérieurs au logement .
En 1923, les ateliers de confections étaient situés rue du Temple. En 1954, Dominique Houdart reprend l'affaire familiale et change le nom de l'enseigne "À la Ville d'Elbeuf" en "Houdart" que l'on peut voir s'imposer en lettres énormes sur l'immeuble de quatre étages.[réf. nécessaire]
Tout d'abord spécialisé dans l'homme et l'enfant, Houdart habille par la suite la famille. Cependant, il n'est pas facile de tenir sur un marché où les règles du jeu ont tant changé. Ainsi, repris par le fils Robert Houdart en 1998, le grand magasin ferme définitivement ses portes en 2007 pour laisser place à la marque américaine de prêt-à-porter GAP. Six ans après, celle-ci cède les locaux à la banque Société générale à partir d'octobre 2013 pour une ouverture en mars 2015.

## Galerie

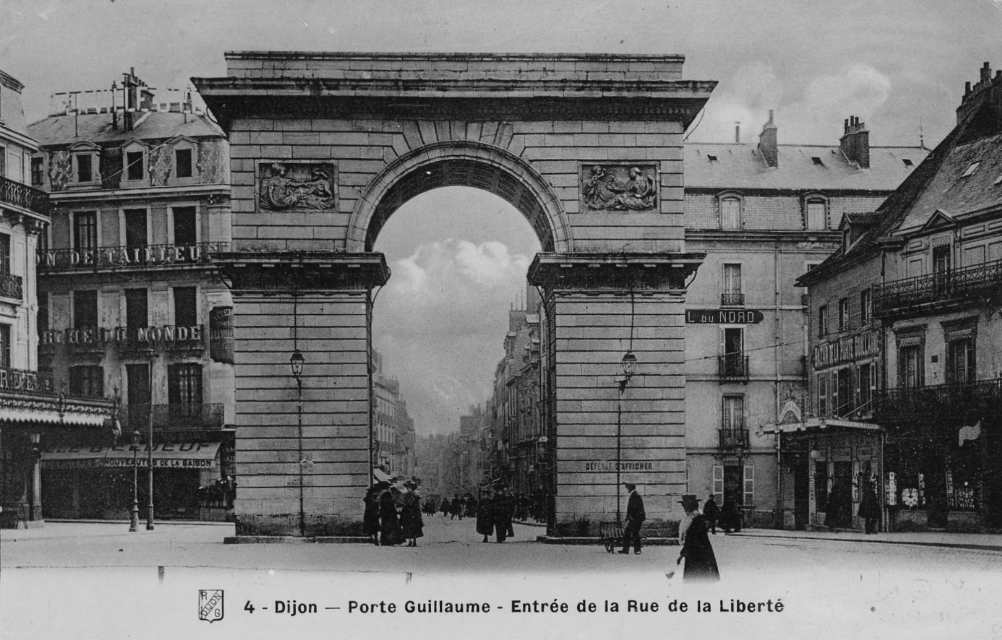
Magasin A la ville d'Elbeuf place Darcy
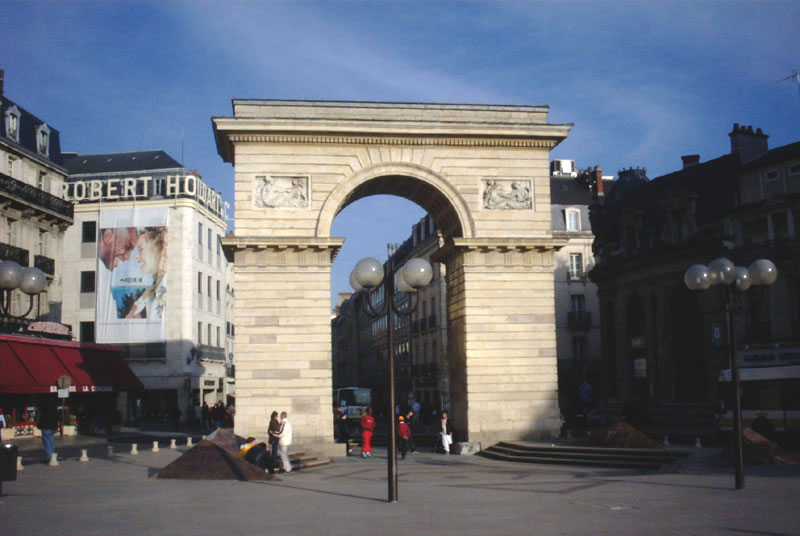
Magasin Robert Houdart.
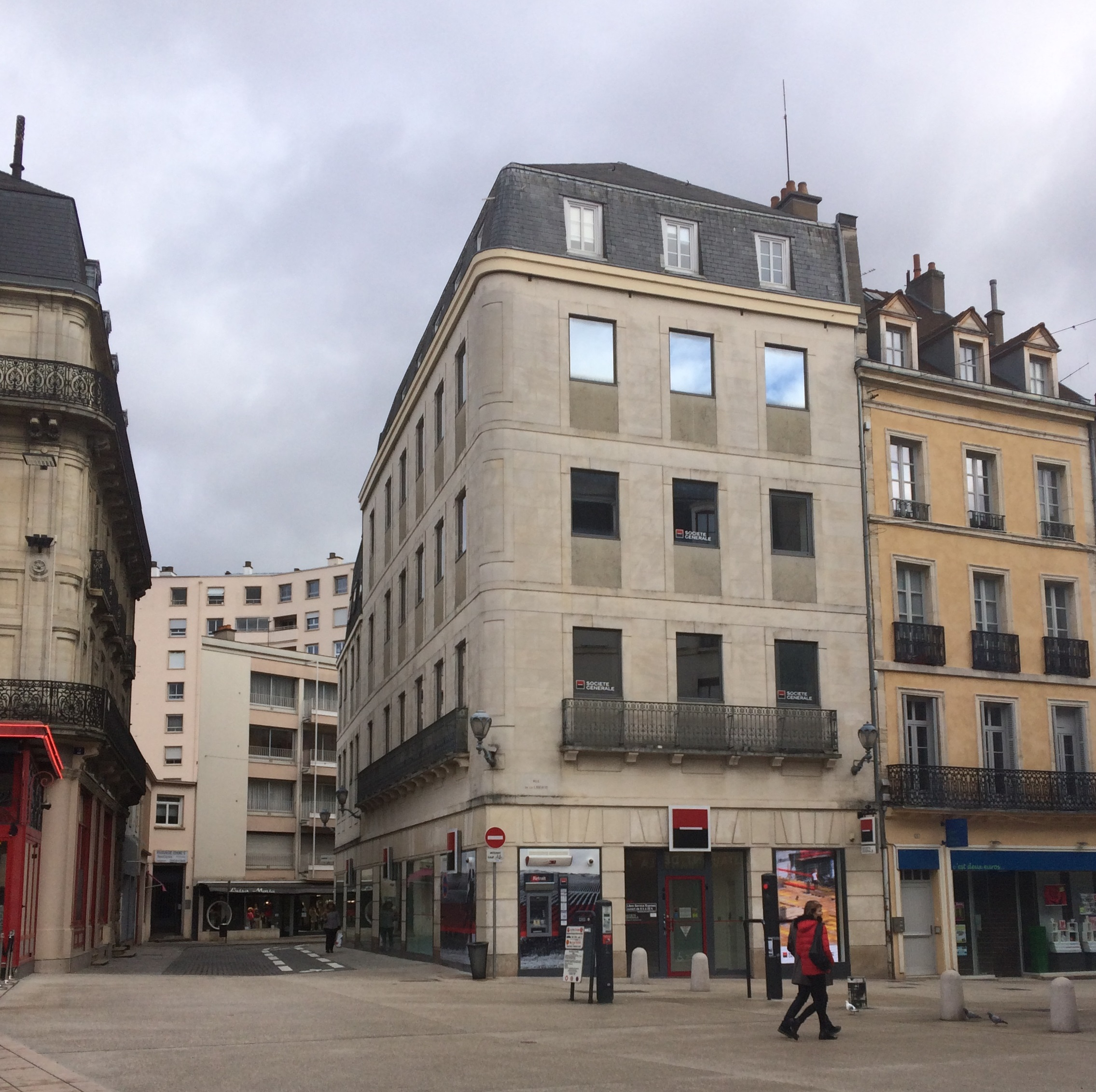
Banque Société générale.